# Glossophaga
Glossophaga là một chi động vật có vú trong họ Dơi mũi lá, bộ Dơi. Chi này được E. Geoffroy miêu tả năm 1818. Loài điển hình của chi này là Vespertilio soricinus Pallas, 1766.

## Hình ảnh

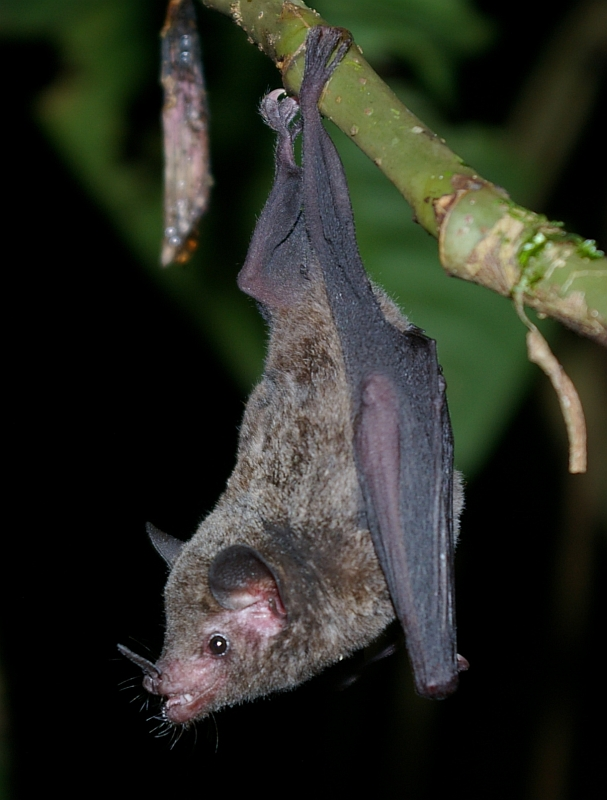

## Các loài
Chi này gồm các loài: